# Weddllovo morje
Weddllovo morje tudi Weddellovo morje je morje v Južnem oceanu, ki vsebuje Weddllov oceanski vrtinec. Njegove kopenske meje so določene z zalivom, ki ga tvorijo obale Coatsove dežele in Antarktičnega polotoka. Najvzhodnejša točka je rt Norvegia na obali princese Marte v deželi kraljice Maud. Vzhodno od rta Norvegia je morje kralja Haakona VII. Velik del južnega dela morja pokriva stalno in obsežno polje ledenih polic imenovano Filchner-Ronnina ledena polica.
Morje je del dveh prekrivajočih se antarktičnih ozemeljskih zahtev Argentinske Antarktike in Britanskega antarktičnega ozemlja, deloma pa je tudi del Čilenskega antarktičnega teritorija. V najširšem delu je morje široko približno 2000 km, njegova površina pa znaša približno 2,8 milijona kvadratnih kilometrov.
Weddllovo morje obkrožajo različne ledene police, med njimi Filchner-Ronnina ledena polica. Nekatere ledene police na vzhodni strani Antarktičnega polotoka, ki so prej pokrivale približno 10.000 kvadratnih kilometrov Weddllovega morja, so do leta 2002 popolnoma izginile. Weddllovo morje ima po mnenju znanstvenikov najčistejšo vodo med vsemi morji. Raziskovalci Inštituta Alfreda Wegenerja so 13. oktobra 1986 spoznali, da je Secchijev disk viden do globine 80 m in zapisali, da čistost morja ustreza čistosti destilirane vode.
Zgodovinar Thomas R. Henry je leta 1950 v knjigi Bela celina (The White Continent) zapisal: »Weddllovo morje je po pričevanju vseh, ki so pluli po njegovih ledenih policah polnih vodah, najbolj zahrbtno in mračno območje na svetu. Rossovo morje je razmeroma mirno, predvidljivo in varno.« V celotnem poglavju opisuje tudi mite o zelenolasem morskem možu, ki so ga opazili v ledenih vodah, o tem, da posadke do leta 1949 niso mogle najti poti do obale, in o zahrbtnih "hitrih zamrznitvah", zaradi katerih so bile ladje, kot je bila ladja Endurance Ernesta Shackletona, prepuščene na milost in nemilost ledenih plošč.

## Etimologija
Morje je poimenovano po škotskem pomorščaku Jamesu Weddellu, ki je leta 1823 priplul v morje in ga prvotno poimenoval po kralju Juriju IV.; leta 1900 so ga preimenovali v Weddellovo čast. Leta 1823 je ameriški kapitan Benjamin Morrell trdil, da je videl kopno približno 10-12° vzhodno od dejanske vzhodne meje morja. To območje je poimenoval Nova južna Grenlandija, vendar je bil njen obstoj ovržen, ko je bilo morje v začetku 20. stoletja podrobneje raziskano. Weddell je priplul vse do 74° J.; najdaljši prodor na jugu pred moderno dobo, ko je leta 1903 še bolj južneje priplul Škot William Speirs Bruce.
Weddllovo morje je pomembno območje nastajanja globokih vodnih mas s kabbelingom (ang. cabbeling), ki je glavna gonilna sila termohaline cirkulacije. Globokomorske gmote nastajajo tudi zaradi kabbelinga v severnem Atlantiku in so posledica razlik v temperaturi in slanosti vode. V Weddllovem morju je to predvsem posledica izločanja slanice in ohlajanja z vetrom.

## Zgodovina
Leta 1823 je britanski pomorščak James Weddell odkril Weddllovo morje. Otto Nordenskiöld, vodja švedske antarktične odprave (1901–1904) je z ekipo štirih mož preživel dve zimi na otoku Snowhill, ko je njegova ladja obtičala in bila zdrobljena pod ledom. Posadki je uspelo priti do Pauletovega otoka, kjer so prespali v primitivni koči. Nordenskiölda in ostale je naposled rešila argentinska mornarica v zalivu Hope. Vsi razen enega so preživeli.
Po ladji Otta Nordenskiölda je poimenovan Antarktični morski rokav. Rokav, ki ločuje vrh Antarktičnega polotoka od otoka Dundee, je zaradi velikih ledenih gora, ki se pogosto pojavljajo na tem območju, poimenovan tudi "ulica ledenih gora". 
Leta 1915 se je ladja Ernesta Shackletona, Endurance, zagozdila in bila zdrobljena pod ledom. Po 15 mesecih na ledu je Shackletonu in njegovim možem uspelo doseči Slonji otok in se končno varno vrniti.

## Geologija
Weddllovo morje ima tako kot drugi sosednji deli Antarktike skupno geološko zgodovino s skrajnim jugom Južne Amerike. V južni Patagoniji je na začetku andske orogeneze v juri ekstenzijska tektonika ustvarila bazen Rocas Verdes, zaločni bazen, katerega preživela jugovzhodna razširitev tvori Weddllovo morje. V pozni kredi se je tektonski režim v bazenu Rocas Verdes spremenil in v kenozoiku preoblikoval v kompresijski predgorski bazen – bazen Magallanes. Medtem ko se je to dogajalo v Južni Ameriki, se je del bazena Weddllovega morja izognil kompresijski tektoniki in ostal oceanski bazen.

## Oceanografija
Weddllovo morje je ena redkih lokacij v Svetovnem oceanu, kjer se oblikujejo globoke in pridnene vodne mase, ki prispevajo h globalni termohalini cirkulaciji. Značilnosti izvoznih vodnih mas so posledica zapletenih interakcij med površinskimi vplivi, ki jih bistveno spreminjajo procesi morskega ledu, dinamika oceana na prelomu kontinentalne police ter transformacija vodnih mas na pobočju in pod ledeno polico.
V zahodnem Weddllovem morju prevladuje severno usmerjeni tok. Ta tok je zahodni del ciklonskega oceanskega vrtinca, ki ga poganja predvsem veter in se imenuje Weddllov oceanski vrtinec. Ta severno usmerjeni tok služi kot glavna sila za odtekanje vode iz Weddllovega morja, ki je glavno mesto spreminjanja oceanske vode in nastajanja globoke vode za preostali del Svetovnega oceana. Weddllov vrtinec je hladna površinska plast z nizko slanostjo, ki jo od debele plasti razmeroma tople in slane vode, imenovane Weddllova globoka voda (WDW), ločuje tanek in šibek piknoklin, ter hladna pridnena plast.
Cirkulacijo v Weddllovem morju je težko količinsko opredeliti. Geopotencialne površinske višine nad 1000 dB, izračunane na podlagi preteklih podatkov, kažejo le zelo šibke površinske tokove. Podobni izračuni, opravljeni z uporabo podatkov, ki so bili med seboj bolj oddaljeni, so prav tako pokazali majhne tokove. Predvidevalo se je, da je zaprtje cirkulacije vrtinca posledica Sverdrupovega transporta. Weddllovo morje je glavno območje nastajanja globokih voda.
Tako se poleg vetrnega oceanskega vrtinca pričakuje tudi globlja cirkulacija, katere dinamika in transport odražata vnos goste vode v južno in jugozahodno Weddllovo morje. Razpoložljivi podatki ne omogočajo kvantifikacije prostorninskih prenosov, povezanih s tem zahodnim mejnim območjem, ali določitve globoke konvektivne cirkulacije vzdolž zahodne meje.

## Podnebje
Prevladujoči močni površinski vetrovi, ki so vzporedni z ozkim in visokim gorovjem Antarktičnega polotoka, so izjemna značilnost vremena in podnebja na območju zahodnega Weddllovega morja. Ti vetrovi nosijo hladen zrak proti nižjim geografskim širinam in se v severnem delu spremenijo v jugozahodne vetrove.
Ti vetrovi niso zanimivi le zaradi vpliva na temperaturni režim vzhodno od polotoka, temveč tudi zato, ker nesejo led v severovzhodni smeri v južni Atlantski ocean kot zadnja veja kroženja v smeri urinega kazalca v spodnjih plasteh ozračja ob obalah Weddllovega morja. Že vrsto let je dobro znano, da so vetrovi, temperature in ledene razmere na obeh straneh Antarktičnega polotoka zelo različne.
Močni površinski vetrovi, usmerjeni proti ekvatorju vzdolž vzhodne strani Antarktičnega polotoka, se lahko pojavijo v dveh različnih vrstah sinoptično-meteoroloških razmer: v primeru intenzivnega ciklona nad osrednjim Weddllovim morjem ali v primeru širokega toka stabilnega hladnega zraka od vzhoda proti zahodu v najnižji 500 do 1000 metrski plasti ozračja nad osrednjim in/ali južnim Weddllovim morjem proti polotoku. Zaradi teh razmer se na vzhodnem robu gora kopiči hladen zrak. Ta proces povzroči nastanek visokotlačnega grebena nad polotokom (predvsem vzhodno od vrha) in s tem odklon prvotno zahodnega zračnega toka v desno, vzdolž gorske stene.

## Ekologija
V Weddllovem morju najdemo veliko kitov in tjulnjev. Med značilnimi živalskimi vrstami morja so vedelov tjulenj (Leptonychotes weddellii) in kiti ubijalci (Orcinus orca), med potovanji po Weddllovem morju pa so pogosto opaženi tudi kiti grbavci (Megaptera novaeangliae), pritlikavi kiti oz. ščukarji, morski leopardi (Hydrurga leptonyx) in rakarji (Lobodon carcinophaga).
Na tem oddaljenem območju prevladujejo adelijski pingvini (Pygoscelis adeliae), ki so zaradi svoje prilagojenosti ostremu okolju v morju prevladujoča vrsta pingvinov. Na vulkanskem Pauletovem otoku lahko najdemo kolonijo z več kot 100.000 adelijskimi pingvini.
Leta 1997 so južno od otoka Snowhill v Weddllovem morju odkrili najsevernejšo kolonijo cesarskih pingvinov (Aptenodytes forsteri). Ker je Weddellovo morje pogosto zamašeno z močnim ledom, so za dostop do te kolonije potrebna močna ledena plovila, opremljena s helikopterji.
Leta 2021 so poročali, da so pod Filchner-Ronnino ledeno polico na balvanu na globini 1233 m, 260 km od odprte vode, odkrili spužve in druge neidentificirane filtratorje.